# Phellogène

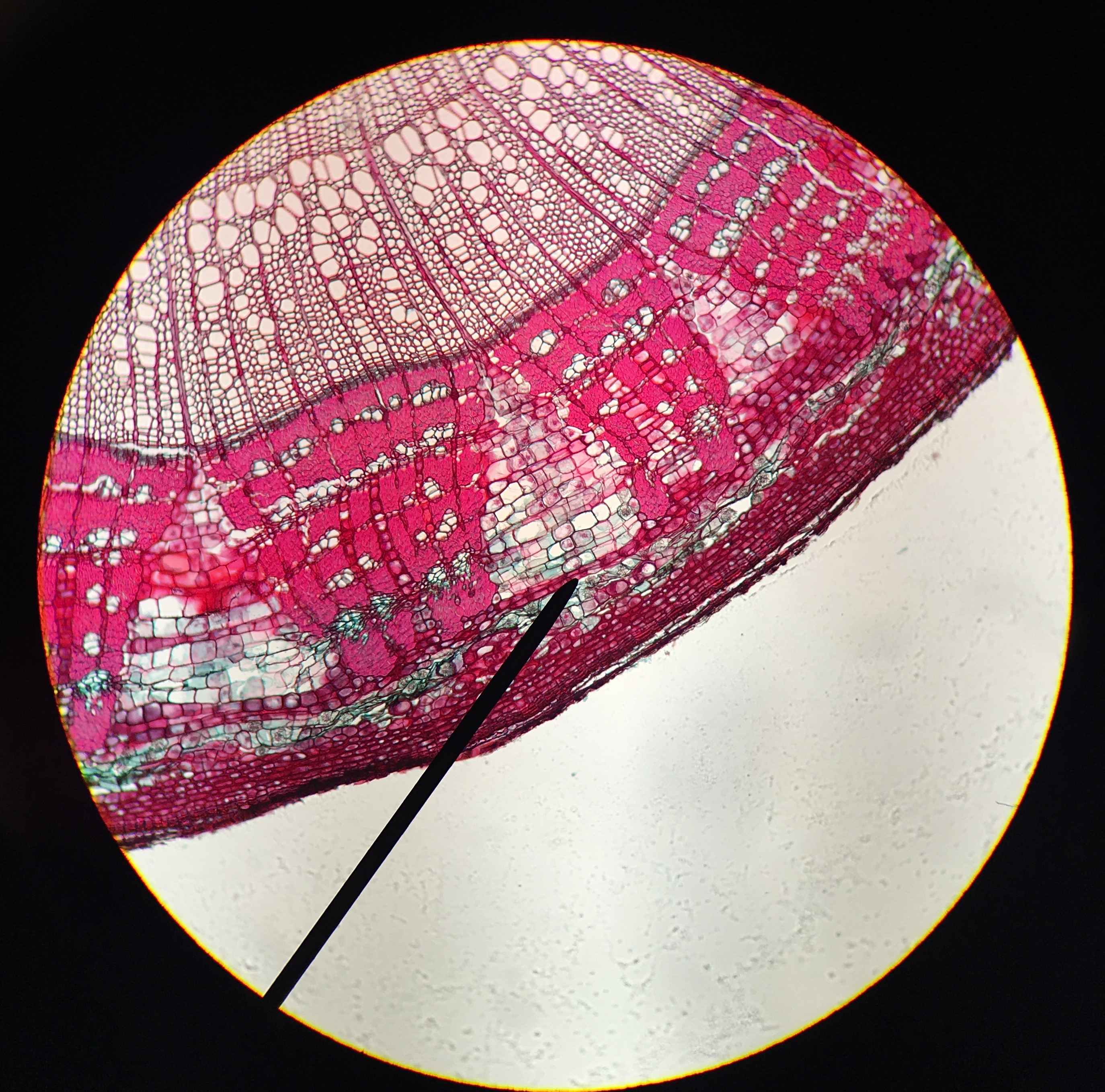
Coupe transversale d'une tige de tilleul, colorée au carmin : le trait montre le phellogène.

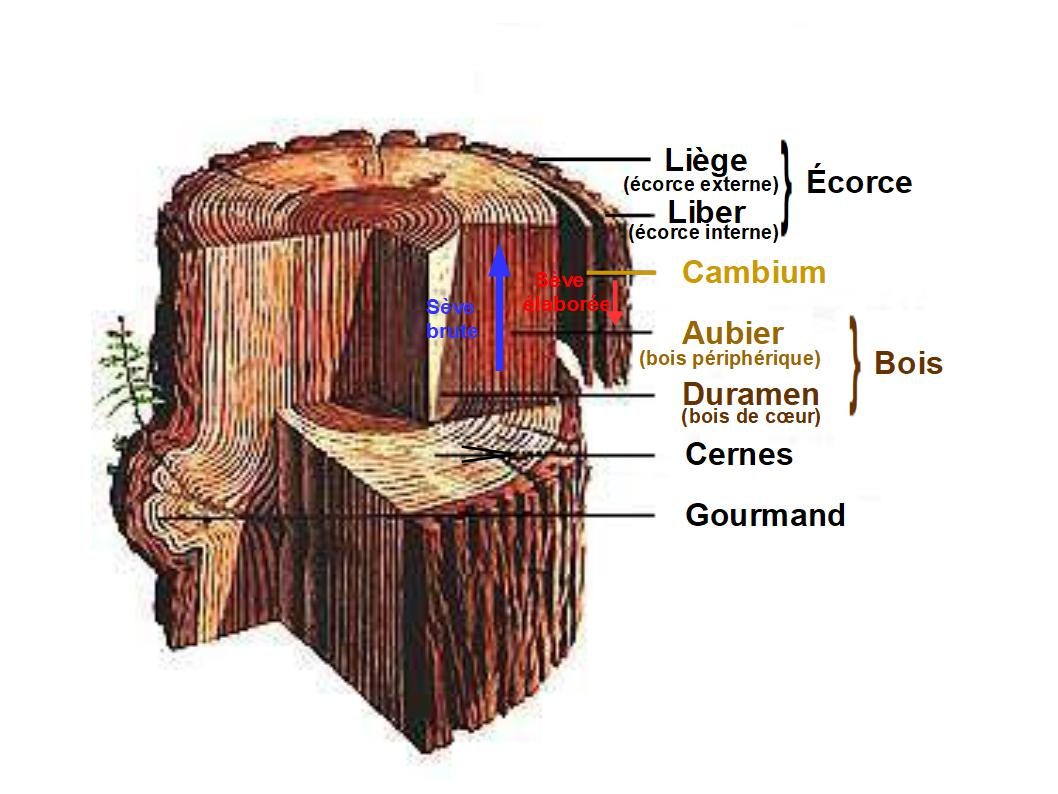
Sections du tronc d'un arbre.

Le phellogène (du grec phellos, « liège », et génesis, « création »),  ou assise subéro-phellodermique, est un méristème secondaire cortical mis en place par dédifférenciation de cellules du parenchyme cortical sous-épidermique et parfois par l'épiderme. La division très active des cellules de cette zone génératrice donne deux tissus de revêtement : à l'intérieur le phelloderme qui joue un rôle assimilateur ou de réserve (absent chez certaines espèces ou se différenciant éventuellement en un parenchyme secondaire) et à l'extérieur du suber ou liège ou phellème. Cet ensemble constitue le périderme)tissu protecteur externe qui forme l'écorce secondaire.
Le phellogène occupe dans la tige ou la racine des végétaux une position assez variable.
Il n'existe pas de phellogène au sens strict chez les Monocotylédones mais il est bien présent chez les Angiospermes Eudicotylédones et chez les Gymnospermes.